# Generatris
En generatris är inom geometrin en linje som rör sig genom rummet och därmed bildar (genererar, därav namnet) en yta, till exempel mantelytan på en cylinder eller kon.

## Exempel
Om vi tänker oss två raka långa linjer som skär varandra i en punkt S. Vi kallar vinkeln mellan dem för u och låter den ena linjen rotera kring den andra med den konstanta vinkeln u. Den fasta linjen blir då figurens axel, och den som roterar kallar vi för generatris. Den skapar en konisk yta som vi kan kallar K, med två mantelytor. Ytans spets kallas punkten S.